# Pawel Iwanowitsch Jerschow
Pawel Iwanowitsch Jerschow (russisch Павел Иванович Ершов; * 1914; † 1981) war ein sowjetischer Botschafter.

## Leben
Paul Iwanowitsch Jerschow war Mitglied der KPdSU. Von 1941 bis 1943 war er Mitglied im Volkskommissariat der Sowjetunion, von 1943 bis 1944 dort stellvertretender Leiter der Abteilung Naher Osten und von 1944 bis 1948 Botschaftsrat in Ankara.
Am 9. Februar 1953 transportierte Joseph Menkes von der israelischen Untergrundgruppe Kingdom of Israel einen 35 Kilogramm Sprengsatz zur sowjetischen Gesandtschaft in Tel Aviv und verletzte beim Sprengen Frau Jerschow und zwei weitere Gesandtschaftsangehörige.
Von 1953 bis 1955 war Jerschow, Stellvertretender Leiter der Abteilung Europa im sowjetischen Außenministerium.
Von 1957 bis 1961 arbeitete er in der Druckerei des Außenministeriums.
Von 1961 bis 1964 war er Stellvertretender Generaldirektor der UNESCO.
Von 1964 bis 1968 wurde er im Außenministerium in Moskau beschäftigt.
| Vorgänger                        | Amt                                                                    | Nachfolger                     |
| -------------------------------- | ---------------------------------------------------------------------- | ------------------------------ |
| —                                | Sowjetischer Botschafter in Tel Aviv 17. August 1948 – 9. Februar 1953 | Alexander N. Abramow           |
| Fjodor Fjodorowitsch Molotschkow | Sowjetischer Botschafter in Bern 1955–1957                             | Dmitri Petrowitsch Poschidajew |